# Franklyn Farnum
Pour les articles homonymes, voir Farnum.
Franklyn Farnum est un acteur américain, né le 5 juin 1878 à Boston (Massachusetts) et mort à Woodland Hills (Los Angeles) le 4 juillet 1961.

## Filmographie partielle
- 1917 : The Scarlet Car de Joseph De Grasse : William "Billy" Winthrop
- 1918 : Fast Company de Lynn Reynolds
- 1919 : Le Ruisseau (The Virtuous Model) d'Albert Capellani
- 1930 : L'Amérique a soif (See America Thirst) de William J. Craft
- 1936 : L'Homme sans visage (Preview Murder Mystery) de Robert Florey
- 1941 : The Night of January 16th de William Clemens
- 1946 : Meet Me on Broadway de Leigh Jason
- 1947 : Ils étaient quatre frères (Blaze of Noon) de John Farrow
- 1947 : J'accuse cette femme (Mr. District Attorney) de Robert B. Sinclair
- 1947 : Monsieur Verdoux de Charlie Chaplin : une victime du krach boursier
- 1950 : Boulevard du crépuscule (Sunset Boulevard) de Billy Wilder
- 1950 : Ève (All about Eve) de Joseph L. Mankiewicz
- 1951 : La Voleuse d'amour (The Company She Keeps) de John Cromwell
- 1951 : L'Inconnu du Nord-Express (Strangers on a Train) d'Alfred Hitchcock
- 1951 : Le Jour où la Terre s'arrêta (The Day the Earth Stood Still) de Robert Wise
- 1953 : La Dernière Chevauchée (The Last Posse) d'Alfred L. Werker
- 1956 : L'Ultime Razzia (The Killing) de Stanley Kubrick
- 1957 : Témoin à charge (Witness for the Prosecution) de Billy Wilder
- 1959 : Certains l'aiment chaud (Some Like It Hot) de Billy Wilder
- 1960 : La Garçonnière (The Apartment) de Billy Wilder